# Romolo Venucci
Romolo Venucci (Fiume, 4 febbraio 1903 – Fiume, 3 agosto 1976) è stato un pittore e scultore italiano. Passò l'intera sua vita nella città di Fiume, che nel corso del XX secolo cambiò più volte la propria appartenenza statale.

## Vita e opere
La vita di Romolo Venucci può essere identificata come un paradigma della città di Fiume e dei suoi cambiamenti nel corso del XX secolo. Egli infatti nacque suddito ungherese, per divenire cittadino dello Stato dannunziano, quindi del Libero Stato di Fiume, poi italiano, infine jugoslavo, nella Repubblica federata croata.
Il padre - Antal Wnoucsek - era un ufficiale dell'esercito austroungarico, trasferitosi dalla natia Pécs a Fiume, dove sposò Anna Maria Rostand, di famiglia di ascendenze franco-slovene. In famiglia la coppia parlava in ungherese, tedesco e fiumano con i propri sei figli. Romolo studiò nelle scuole ungheresi di Fiume, diplomandosi poi all'Accademia d'Arte di Budapest, ove risiedette dal 1923 al 1928.
Nel periodo fra le due guerre mondiali, cambiò il proprio cognome di ascendenza ceca in Venucci, riconoscendosi con convinzione come italiano.
Fin dal periodo dell'accademia, Romolo Venucci si fece conoscere per le sue opere, che adottavano i linguaggi moderni in voga nell'Europa artistica di avanguardia, in special modo il cubismo. Fra il 1927 e il 1928 venne chiamato ad affrescare la nuova Chiesa dei Cappuccini, mentre fra il 1933 e il 1934 scolpì gli angeli della facciata della Chiesa di Cosala (un quartiere di Fiume).
Al termine della guerra, Venucci decise di non separarsi dal proprio milieu, preferendo rimanere a Fiume nonostante la grande maggioranza della popolazione italiana decidesse di abbandonare la città, assegnata alla Jugoslavia di Tito.
Per un breve periodo insegnò disegno presso la Casa di Cultura "Vladimir Schwalba-Vid" all'interno dello storico Palazzo del Governo, venendo però licenziato per la scarsa conoscenza della lingua croata.
Venucci si impiegò quindi nelle strutture educative della minoranza italiana: dal 1947 insegnò educazione artistica nelle scuole elementari "Gelsi" e "Belvedere", nonché Storia dell'Arte e Storia della Musica al Liceo di lingua italiana. Organizzò poi - a far data dal 1957 - una serie di corsi di disegno e pittura per il Circolo Italiano di Cultura, creando una scuola locale che sfornò alcuni interessanti artisti come Mauro Stipanov, Gianfranco Miksa e Bruno Paladin e le pittrici Loretta Janko ed Erna Toncinich, divenuta critico d'arte e storico dell'opera del Venucci.
Nel contempo, Venucci percorse un proprio personalissimo tragitto, influenzato da tutti i principali fenomeni artistici dell'epoca: l'impressionismo e l'espressionismo negli anni venti, il già citato cubismo e il futurismo negli anni trenta, l'astrattismo negli anni settanta fino ad un ritorno al realismo nell'ultimo periodo della sua vita, abbinato ad un accentuato colorismo.
Romolo Venucci morì a Fiume il 3 agosto del 1976.

## Fortuna critica
Per una serie di circostanze storiche e personali, fra le quali va segnalata l'appartenenza di Venucci ad una minoranza etnica in uno Stato non integrato con i principali flussi artistici europei dell'epoca, le opere di Romolo Venucci fino agli anni novanta del XX secolo vennero pochissimo ricordate o segnalate, così come il suo nome difficilmente varcò gli angusti limiti della sua città natale.
Grazie ad un'importante donazione - avvenuta nel 1989 - della vedova Margherita al Museo di Arte Moderna e Contemporanea di Fiume, nel 1993 venne organizzata una retrospettiva dedicata a Romolo Venucci, seguita poi nel 1996 da una monografia che presentava tutte le opere conservate a Fiume in collezioni private e pubbliche.
Attualmente, all'interno del Museo di Arte Moderna e Contemporanea di Fiume un'intera sala è dedicata a Romolo Venucci, finalmente consona all'importanza dell'artista.